# NGC 3936
NGC 3936 is een balkspiraalstelsel in het sterrenbeeld Waterslang. Het hemelobject werd op 24 maart 1835 ontdekt door de Britse astronoom John Herschel.

## Synoniemen
- ESO 504-20
- MCG -4-28-4
- UGCA 248
- IRAS11497-2637
- PGC 37178